# Humoresker
Humoresker is een compositie van Edvard Grieg. Grieg bevond zich toen onder de invloed van Rikard Nordraak, maar meer op het persoonlijke vlak dan op het muzikale. Op het muzikale vlak stond Grieg dichter bij Niels Gade. Alhoewel Gade veel van Grieg kon hebben, had Gade toch twijfels over dit werk uitmondend in de vraag tijdens het voorspelen: Grieg, is dit Noors?. Grieg kon alleen maar “ja” antwoorden. De muziek van Humoresker doet sterk denken aan (Noorse) volksmelodietjes, maar is eigenhandig door Grieg gecomponeerd.
Een van de eerste uitvoeringen (toen nog drie delen) van dit werk uit 1864/5 vond plaats op 5 oktober 1866. In 2013 zijn er meerdere opnamen van dit werk beschikbaar.
Humoresker bestaat uit vier delen:
- Tempo di valse
- Tempo di minuetto ed energico
- Allegretto con grazia
- Allegro alle burla